# High Bridge (Kentucky River)
Die High Bridge ist eine Eisenbahnbrücke in Kentucky, USA, die bei dem gleichnamigen Ort den Kentucky River quert, der hier durch die tiefen Schluchten der Kentucky River Palisades fließt. Sie verbindet Jessamine County und Mercer County und dient heute den Güterzügen der Norfolk Southern Railway auf der Strecke von Cincinnati und Lexington nach Danville, Somerset und Chattanooga (Tennessee).

## Geschichte

### Roeblings unvollendete Hängebrücke
In den 1850er Jahren begann John Augustus Roebling mit dem Bau einer Hängebrücke für die Lexington and Danville Railroad. Als die Pylontürme gemauert waren, wurden die weiteren Arbeiten 1861 durch die Insolvenz des Bauherrn und den Amerikanischen Bürgerkrieg beendet.

### Gerberträgerbrücke (1877)

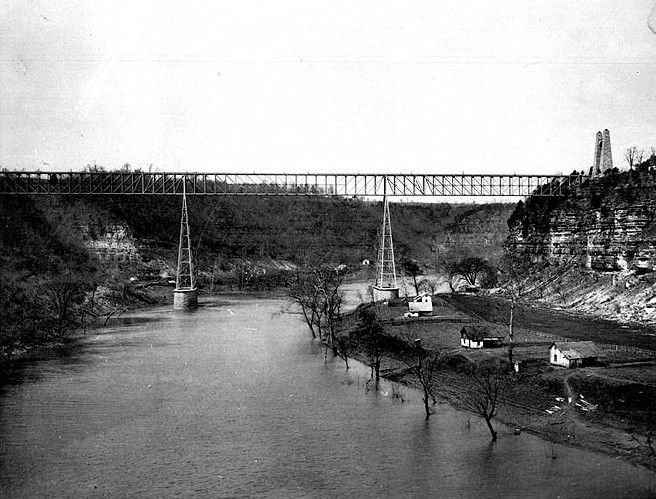
Gerberträgerbrücke 1898, rechts einer der alten Pylone von Roebling

Nach dem Bürgerkrieg ließ die Cincinnati Southern Railway von Charles Shaler Smith eine Balkenbrücke planen, die zwischen 1876 und 1877 gebaut wurde. Die schmiedeeiserne Fachwerkbrücke war 343 m (1125 ft) lang, ihre mittlere Öffnung hatte eine Spannweite von 114 m (375 ft). Mit ihrer Höhe von 84 m (275 ft) war sie seinerzeit die höchste Eisenbahnbrücke der Welt. Sie gilt als die erste große Gerberträgerbrücke in den USA nach der Brücke über die Regnitz bei Bamberg und der Mainbrücke in Haßfurt in Deutschland. Sie hat allerdings keinen Einhängeträger in der Hauptöffnung, sondern je ein Gelenk in den Seitenöffnungen.
Bald nach ihrer Eröffnung entwickelte sich die Brücke zu einem Ausflugsziel. Der Ort High Bridge entstand mit einer Haltestelle für die Personenzüge, einem Postamt und einem Vergnügungspark.

### Balkenbrücke (1911)
Von 1910 bis 1911 wurde die gegenwärtige Brücke von der American Bridge Company nach Plänen von Gustav Lindenthal gebaut, um den gestiegenen Verkehrslasten gerecht zu werden. Der Bau erfolgte bei laufendem Verkehr um die existierende Brücke herum, wobei drei neue stählerne Fachwerkträger dazu führten, dass das Gleis um rund 9 m angehoben und dafür auch entsprechend hohe Zufahrtsrampen gebaut wurden, Die Fachwerkträger waren weit genug für zwei Gleise, allerdings wurde zunächst nur ein Gleis installiert. Jeder der drei Träger ist 107,6 m (353 ft) lang, 22,3 m (73 ft) hoch und 9,5 m (31 ft) breit. Da sie etwas kürzer sind als die ursprüngliche Öffnung, wurden an den beiden Enden neue Auflager und kurze Verbindungsbrücken eingebaut, so dass die neue Brücke mit 357,5 m (1173 ft) etwas länger ist als die ursprüngliche Brücke. Die Pfeiler wurden ebenfalls erneuert.
1929 wurde das zweite Gleis installiert. Dazu wurden die alten Pylone abgerissen.
Die Brücke wurde 1985 von der American Society of Civil Engineers (ASCE) in die Liste der Historic Civil Engineering Landmarks aufgenommen.